# Parijs-Brussel 1893
De wielerwedstrijd Parijs-Brussel 1893 werd gereden op 12 en 13 augustus van dat jaar. Het parcours liep tussen Parijs en Brussel over een afstand van 407 km. Het was de eerste editie van deze wedstrijd die werd gewonnen door de Belg André Henry.
De wedstrijd Parijs-Brussel werd georganiseerd door de krant La Bicyclette. De start werd gegeven om 20u30 op 12 augustus aan de Porte Daumesnil in Parijs. Er waren ongeveer 90 deelnemers. Bij alle tussenpunten (Château-Thierry, Reims, Rethel, Rocroi, Agimont en Namen) kwam de 23-jarige Henry als eerste door. Hij finishte de volgende dag op de velodroom van Brussel in een winnende tijd van 19 uur 39 minuten. De tweede en de derde, de Belg Charles Delbecque en de Fransman Fernand Augenault, eindigden met een aanzienlijke achterstand.
Als winnaar ontving Henry een porseleinen schaal, aangeboden door de Franse president, en een prijs aangeboden door de koning der Belgen. Koning Leopold II was aanwezig bij de aankomst. Verder won hij als eerste Belg een chronometer aangeboden door de krant L'Indépendance.

## Podium
| Plaats  | Naam              | Tijd   |
| ------- | ----------------- | ------ |
| Winnaar | André Henry       | 19u39' |
| 2       | Charles Delbecque | ?      |
| 3       | Fernand Augenault | ?      |